# 크라이슬러 180
크라이슬러 180(영어: Chrysler 180)은 크라이슬러에서 1970년부터 1982년까지 생산했던 라지 카이다.